# Karol VII Walezjusz
Karol VII, zwany Zwycięskim (le Victorieux, ur. 22 lutego 1403 w Paryżu, zm. 22 lipca 1461 w Mehun-sur-Yèvre) – król Francji w latach 1422–1461 (koronowany w 1429), z dynastii Walezjuszów. Syn Karola VI Szalonego i Izabeli Wittelsbach, córki Stefana III, księcia Bawarii. Brat dwóch królowych Anglii: Izabeli i Katarzyny.

## Wczesne lata życia
Jako piąty syn króla Karola VI, młody Karol nie był przewidziany do dziedziczenia tronu Francji. Jednak jego starsi bracia umierali bezdzietnie w bardzo młodym wieku. Jeszcze przed jego narodzeniem zmarli jego dwaj najstarsi bracia, obaj noszący imię Karol (pierwszy w 1386, drugi w 1400 r.). Kolejny z braci, Ludwik, zmarł w roku 1415, a czwarty, Jan, w 1417 r. Po jego śmierci Karol pozostał jedynym żyjącym synem swojego ojca. Jako następca tronu przyjął tytuł delfina Francji. Otrzymał również tytuły księcia de Berry i Turenii, hrabiego Poitiers i Ponthieu.

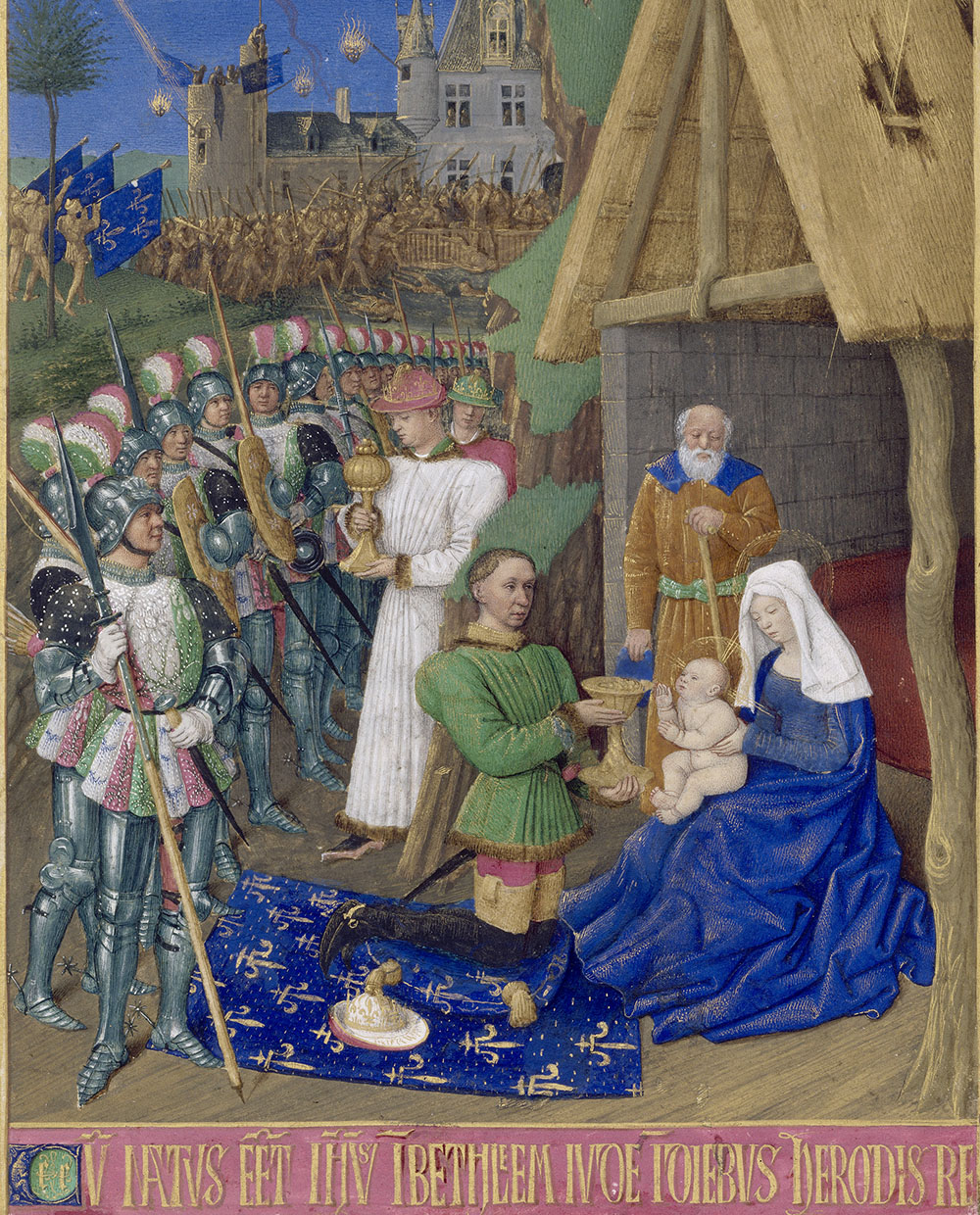
Karol VII adoruje Maryję i Dzieciątko Jezus

14-letni Karol został od razu rzucony w wir wielkiej polityki. Jego ojciec cierpiał na chorobę psychiczną i od lat pogrążony był w obłędzie. O władzę nad Francją walczyły dwa nienawidzące się stronnictwa – armaniaków (popieranych przez delfina) i Burgundczyków. Od 1415 r. Francja była najeżdżana przez króla Anglii Henryka V, który rościł sobie prawa do korony francuskiej. Cieszył się on sympatią stronnictwa Burgundczyków.
Już w maju 1418 r. delfin Karol musiał uciekać z Paryża przed wojskami księcia Burgundii Jana bez Trwogi. Wkrótce jednak rozpoczęły się rozmowy między stronnictwami, które miały na celu przywrócić pokój w królestwie. W lipcu 1419 r. Karol i Jan spotkali się na moście w Pouilly niedaleko Melun i tam zawarli porozumienia. Do następnego spotkania doszło 10 września tegoż roku na moście w Montereau. Książę Burgundii został wówczas zamordowany przez dworzan Karola, którzy pomścili w ten sposób swojego dawnego pana, księcia Ludwika Orleańskiego, zamordowanego na rozkaz Jana w 1407 r. Wydarzenie to zaprzepaściło ostatnią szansę na pokój we Francji. Wojna domowa rozgorzała na nowo, a nowy książę Burgundii, Filip III Dobry, otwarcie poparł Anglików.
W swoich młodzieńczych latach Karol był uważany za odważnego dowódcę. Jako delfin tylko raz prowadził armię w polu. Ubrany był w trójkolorowy strój (czerwono-biało-niebieski), a jego znakiem heraldycznym była zaciśnięta dłoń trzymająca obnażony miecz. Podczas tej kampanii musiał jednak zrezygnować z bitwy z Anglikami. Największy cios spadł na delfina w 1420 r. Jego matka, królowa Izabela, podpisała w imieniu swojego niezrównoważonego psychicznie męża traktat w Troyes, który to wydziedziczał jego (delfina) (królowa ogłosiła, że jest nieślubnym dzieckiem) i przekazywał tron Francji siostrze Karola, Katarzynie, która poślubiła Henryka V.
Zagrożony Karol uciekł na dwór Jolanty Aragońskiej, która udzieliła schronienia delfinowi i ożeniła go ze swoją córką, Marią.

## „Król z Bourges”

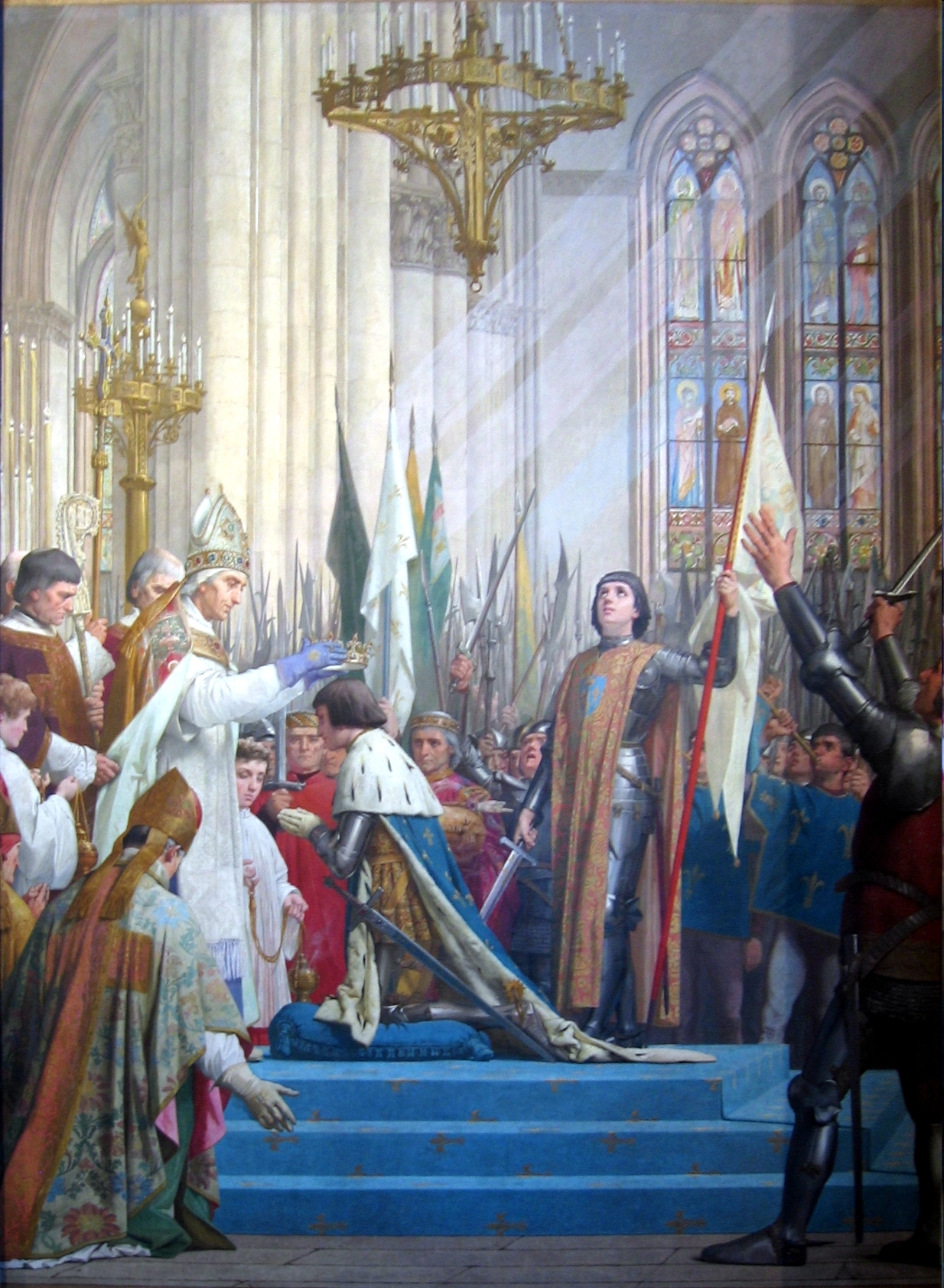
Koronacja Karola VII w Reims

Król Karol VI zmarł w 1422 r. Dla stronnictwa armaniaków delfin został królem jako Karol VII. Karol był jednak nadal tytułowany delfinem, a przeciwnicy nazywali go „królem z Bourges”, gdzie mieścił się dwór Karola. Na mocy traktatu w Troyes królem Francji okrzyknięty został kilkumiesięczny król Anglii, Henryk VI (Henryk V zmarł w sierpniu 1422 r.). Anglicy i ich stronnicy kontrolowali terytoria północnej Francji wraz z Paryżem. Wpływy stronników delfina sięgały tylko do Loary.
Działania wojny stuletniej trwały więc nadal, ale sukcesy odnosili tylko Anglicy. Spychali oni stronników Karola coraz bardziej na południe. W stronnictwie armaniaków zapanował marazm, który udzielił się także Karolowi. Nieliczne próby przeciwdziałania operacjom angielskim kończyły się porażkami. Karol rozważał nawet możliwość ucieczki na Półwysep Iberyjski i pozostawienie Francji na łasce Anglików. Kiedy w październiku 1428 r. Anglicy oblegli Orlean, ostatnią twierdzę armaniaków na północ od Loary, wydawało się, że dni „króla z Bourges” są policzone.
Rok później, w 1429 r., na dworze Karola pojawiła się Joanna d’Arc, dziewczyna ze wsi Domrémy-la-Pucelle na pograniczu Szampanii i Lotaryngii. Twierdziła ona, że przemówił do niej Bóg, który nakazał jej wyrzucić Anglików z Francji. 10 marca Joanna przybyła do zamku Chinon, gdzie rezydował Karol, spędzając czas na dworskich zabawach. Według legendy Karol, chcąc poddać Joannę próbie, postawił na swoim miejscu jednego z dworzan, a sam ukrył się między sługami. Joanna rozpoznała go jednak i powiedziała: Idź do Reims, szlachetny delfinie, tam będziesz namaszczony i koronowany, tam staniesz się namiestnikiem Pana Niebios i królem Francji.
Karol dał się przekonać słowom Joanny i powierzył jej dowództwo nad wojskami, które wyruszyły na odsiecz Orleanowi. Wyprawa zakończyła się nieoczekiwanym sukcesem. 8 maja 1429 r. Anglicy odstąpili od Orleanu. W ciągu miesiąca Francuzi oczyścili z Anglików dolinę Loary. 17 lipca 1429 r. w zdobytym mieście Reims Karol VII został koronowany na króla Francji.

## Koniec wojny stuletniej
Sukces pod Orleanem był punktem zwrotnym w wojnie. Armaniacy zaczęli odnosić sukcesy. Angielski regent Francji, książę Bedford, zrezygnował z prób rozszerzania zdobyczy swojego brata Henryka V i skupił się na obronie angielskich posiadłości we Francji. W 1430 r. Joanna d’Arc dostała się do burgundzkiej niewoli. Karol i jego doradcy nie zrobili nic, aby ją uwolnić. Książę Filip Burgundzki przekazał ją Anglikom, którzy 30 maja 1431 r. spalili ją na stosie jako czarownicę.
Egzekucja Joanny nic nie dała Anglikom. Ich władza w północnej Francji chwiała się w posadach. Książę Bedford zmarł w 1435 r. W tym samym roku w Arras Filip Burgundzki zawarł przymierze z Karolem VII, zaprzestając popierania Anglików, którzy bez Burgundii nie mieli czego szukać na kontynencie. Jeszcze w 1435 r. Francuzi zajęli Paryż. Anglicy tracili jedna po drugiej kolejne ziemie. Kiedy w 1441 r. zawarto rozejm, w ich rękach pozostała tylko Normandia i Gujenna.
Kilkuletnią przerwę w działaniach wojennych Karol wykorzystał na reorganizację armii. Pospolite ruszenie feudałów zastąpiono zawodową armią zaciężną. Coraz większą rolę w działaniach armii francuskiej zaczęła odgrywać artyleria. W 1449 r., w wyniku angielskich wypadów z Normandii, Karol zerwał rozejm. W ciągu kilku miesięcy Normandia powróciła do korony francuskiej. W 1451 r. Anglicy utracili Gujennę. W 1452 r. angielski wódz, John Talbot, 1. hrabia Shrewsbury, odzyskał Gujennę, ale 17 lipca 1453 r. przegrał bitwę pod Castillon ponosząc w niej śmierć. Gujenna ponownie znalazła się w rękach Francuzów. Anglicy na kontynencie zachowali jedynie miasto Calais. Wojna stuletnia dobiegła końca.

## Ostatnie lata

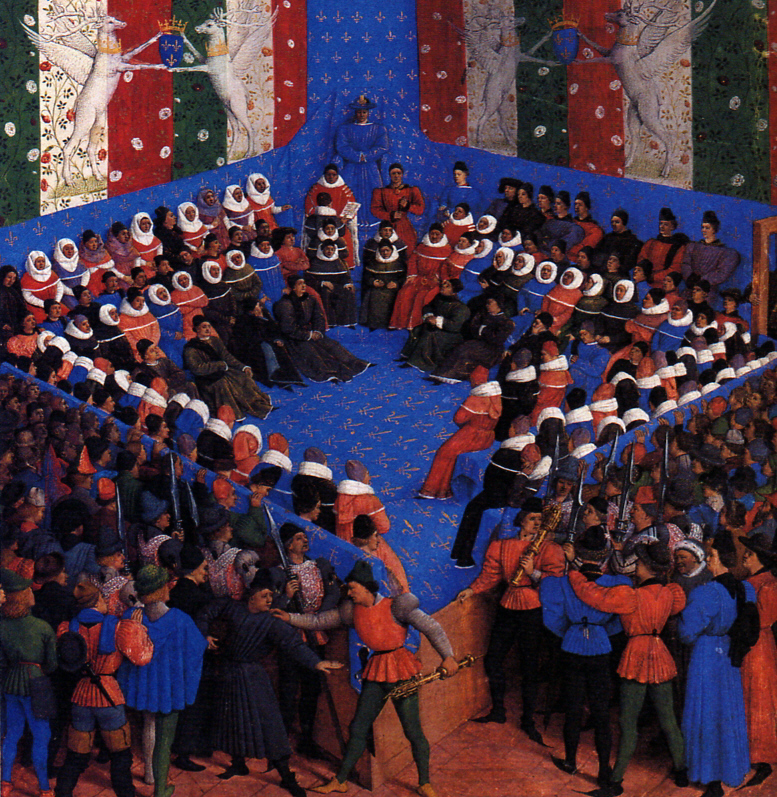
Karol VII na Łożu Sprawiedliwości w paryskim parlamencie.

Ostatnie lata panowania Karola VII upłynęły na narastającej rywalizacji króla z jego następcą, delfinem Ludwikiem. Ludwik domagał się powierzenia mu realnej władzy, na co nie chciał zgodzić się Karol. Ludwik, przy wsparciu wielkich feudałów, zaczął spiskować przeciwko ojcu. W 1446 r., kiedy Karolowi urodził się drugi syn (Karol de Berry), Ludwik został wygnany do Delfinatu. Karol VII i Ludwik nigdy już nie spotkali się ponownie. Delfin odrzucił wezwanie ojca do powrotu na dwór i uciekł w 1456 r. pod protekcję księcia Filipa Burgundzkiego. Karol wypowiedział wówczas słowa: Mój burgundzki kuzyn karmi lisa, który pożre później jego kury..
W 1458 r. król ciężko chorował, jego nogi były opuchnięte i pokryte ropniami, a usta i szczęka uległy owrzodzeniu. Karol wezwał swojego syna Ludwika aby przybył do ojca, ale Ludwik odmówił i wynajął astrologów, aby przepowiedzieli dokładną godzinę śmierci Karola VII. Król przeżył jeszcze dwa lata.
W lipcu 1461 r. lekarze orzekli, że król nie dożyje sierpnia. Chory i osłabiony król zaczął wszędzie widzieć spiski. Obawiając się otrucia ze strony stronników delfina przestał jeść. Niektórzy historycy uważają, że głodówkę króla spowodował ropień w jamie ustnej, albo nowotwór ust. W każdym razie przez ostatni tydzień swojego życia Karol VII nie jadł i nie pił. Przy łożu śmierci towarzyszył mu najmłodszy syn, Karol.
22 lipca król zapytał towarzyszących mu duchownych: jaki dzień dziś mamy?. Ci odpowiedzieli mu: Dzień św. Marii Magdaleny. Król odrzekł na to: Chwała naszemu Panu, że zechciał powołać do siebie największego grzesznika na świecie w dniu czczącym grzesznicę.. Karol VII został pochowany w opactwie Saint Denis.
W 1432 r. król założył uniwersytet w Poitiers.

## Król prywatnie
18 grudnia 1422 r. w Bourges poślubił Marię Andegaweńską (14 października 1404 – 29 listopada 1463), córkę księcia Andegawenii Ludwika II i Jolanty, córki Jana I, króla Aragonii. Karol i Maria mieli razem pięciu synów i osiem córek. Byli to:
- Ludwik XI (3 lipca 1423 – 30 sierpnia 1483), król Francji
- Jan (1424–1425)
- Radegonda (1425 – 19 marca 1444)
- Katarzyna (1428 – 13 lipca 1446), żona Karola Zuchwałego, księcia Burgundii
- Jakub (1432 – 2 marca 1437)
- Jolanta (23 września 1434 – 23 sierpnia 1478), żona Amadeusza IX, księcia Sabaudii
- Joanna (4 maja 1435 – 4 maja 1482), żona Jana II, księcia de Burbon
- Filip (4 lutego – 11 czerwca 1436)
- Małgorzata (maj 1437 – 24 lipca 1438)
- Maria (7 września 1438 – 14 lutego 1439)
- Joanna (7 września 1438 – 26 grudnia 1446)
- Magdalena (1 grudnia 1443 – 21 stycznia 1495), żona Gastona de Foix, księcia Viana
- Karol (26 grudnia 1446 – 12 maja 1472), książę de Berry

Karol miał też jednak swoją „stałą” kochankę – Agnès Sorel. Miał z nią cztery córki:
- Charlottę de Valois (1434 – 31 maja/16 czerwca 1477), żonę Jacques’a de Brézé, hrabiego de Maulevrier, zamordowaną przez męża
- Marię Małgorzatę de Valois (1436 – ok. 1473), panią de Royan, żonę Oliviera de Coëtivi, hrabiego de Taillebourg
- Joannę de Valois (1439 – po 1467), żonę Antoniego, hrabiego de Sancerre
- nieznaną z imienia córkę (1449 – 3 lutego 1450)

## Karol w kulturze
- pojawia się jako „Karol Delfin” w sztuce George’a Bernarda Shawa Saint Joan
- pojawia się w dwóch rosyjskich operach pochodzących z końca XIX w. - Orleanskaja deva Piotra Czajkowskiego i Saracin Cezara Cui
- w postać Karola VII wcielali się następujący aktorzy: Raymond Hatton, Jean Debucourt, Gustaf Gründgens, Emlyn Williams, José Ferrer, Paul Colline, Richard Widmark, Daniel Gélin, Keith Drinkel, Oleg Kulko, John Malkovich i Neil Patrick Harris.